# Сучков Сергій Веніамінович
Сергі́й Веніамі́нович Сучко́в (6 жовтня 1968, м. Володимир-Волинський, нині Володимир — 3 травня 2022) — український військовослужбовець, старший лейтенант Збройних сил України, учасник російсько-української війни. Герой України (2023).

## Життєпис
Командир розвідувального взводу розвідувальної роти. Під час артилерійського обстрілу ціною власного життя вивів групу в безпечне місце.
Залишилися дружина і троє дітей.

## Нагороди
- звання Герой України з удостоєнням ордена «Золота Зірка» (8 липня 2023, посмертно) — за особисту мужність і героїзм, виявлені у захисті державного суверенітету та територіальної цілісності України, самовіддане служіння Українському народові[2];
- орден «За мужність» III ступеня (13 квітня 2022) — за особисту мужність і самовіддані дії, виявлені у захисті державного суверенітету та територіальної цілісності України, вірність військовій присязі[3];
- почесний громадянин Володимира (2023, посмертно)